# Nick Young
Nick Young (ur. 1 czerwca 1985 roku w Los Angeles) – amerykański zawodowy koszykarz, występujący na pozycji rzucającego obrońcy, mistrz NBA z 2018.

## Kariera NBA
Pierwszy mecz w NBA Nick Young rozegrał 15 grudnia 2007 przeciwko Sacramento Kings. 14 stycznia 2009, zanotował rekordowe 33 punkty, w meczu z New York Knicks.
W swoim pierwszym sezonie notował 7,5 punktu i 1,5 zbiórki na mecz. Przez dwa lata spędzone w NBA poczynił postępy widoczne w statystykach z sezonu 2008-2009 : 10,9 punktu, 1,8 zbiórki i 1,2 asysty na mecz.
Young swoją największą zdobycz punktową w meczu - 43 punkty - zdobył przeciwko Sacramento Kings 11 stycznia 2011.
15 marca 2012 Nick Young został wymieniony do Los Angeles Clippers na mocy trójstronnej umowy między LA Clippers, Denver Nuggets i Washington Wizards. Trzy dni później zanotował swój debiut w drużynie z Los Angeles przeciwko Detroit Pistons, kiedy to zagrał 28 minut, rzucił 9 punktów i zaliczył 1 asystę. W lipcu 2012 roku podpisał kontrakt z Philadelphia 76ers, a rok później z Los Angeles Lakers.
7 lipca 2017 został zawodnikiem Golden State Warriors.
10 grudnia 2018 dołączył do Denver Nuggets. 30 grudnia opuścił klub.

## Osiągnięcia
Stan na 9 czerwca 2018, na podstawie, o ile nie zaznaczono inaczej.
NCAA
- Uczestnik rozgrywek Sweet Sixteen turnieju NCAA (2007)
- Zaliczony do I składu:
  - All-Pac-10 (2006, 2007)
  - turnieju Great Alaska Shootout (2006)

NBA
- Mistrz NBA (2018)
- Uczestnik konkursu rzutów za 3 punkty (2017)[7]

## Statystyki

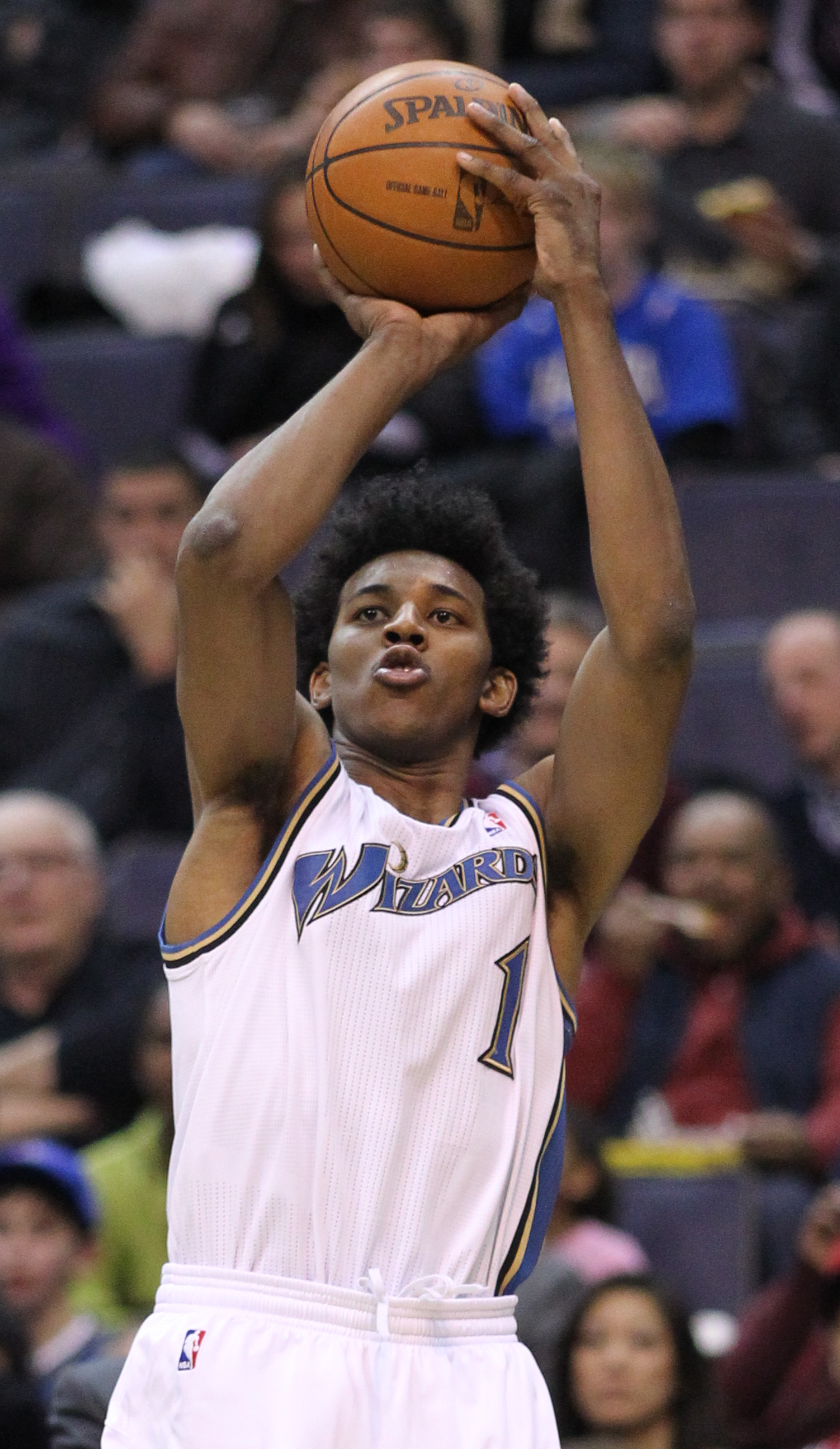
Young oddający rzut w 2011

Na podstawie Basketball-Reference.com (ang.)

Stan na koniec sezonu 2018/19

### Sezon regularny
| Sezon   | Drużyna       | M   | S5  | MPG  | FG%   | 3P%   | FT%   | RPG | APG | SPG | BPG | PPG  |
| ------- | ------------- | --- | --- | ---- | ----- | ----- | ----- | --- | --- | --- | --- | ---- |
| 2007/08 | Washington    | 75  | 2   | 15,4 | 43,9% | 40,0% | 81,5% | 1,5 | 0,8 | 0,5 | 0,1 | 7,5  |
| 2008/09 | Washington    | 82  | 5   | 22,4 | 44,4% | 34,1% | 85,0% | 1,8 | 1,2 | 0,5 | 0,2 | 10,9 |
| 2009/10 | Washington    | 74  | 23  | 19,2 | 41,8% | 40,6% | 80,0% | 1,4 | 0,6 | 0,4 | 0,1 | 8,6  |
| 2010/11 | Washington    | 64  | 40  | 31,8 | 44,1% | 38,7% | 81,6% | 2,7 | 1,2 | 0,7 | 0,3 | 17,4 |
| 2011/12 | Washington    | 40  | 32  | 30,3 | 40,6% | 37,1% | 86,2% | 2,4 | 1,2 | 0,8 | 0,3 | 16,6 |
| 2011/12 | L.A. Clippers | 22  | 3   | 23,5 | 39,4% | 35,3% | 82,1% | 1,6 | 0,5 | 0,6 | 0,3 | 9,7  |
| 2012/13 | Philadelphia  | 59  | 17  | 23,9 | 41,3% | 35,7% | 82,0% | 2,2 | 1,4 | 0,6 | 0,2 | 10,6 |
| 2013/14 | L.A. Lakers   | 64  | 9   | 28,3 | 43,5% | 38,6% | 82,5% | 2,6 | 1,5 | 0,7 | 0,2 | 17,9 |
| 2014/15 | L.A. Lakers   | 42  | 0   | 23,8 | 36,6% | 36,9% | 89,2% | 2,3 | 1,0 | 0,5 | 0,3 | 13,4 |
| 2015/16 | L.A. Lakers   | 54  | 2   | 19,1 | 33,9% | 32,5% | 82,9% | 1,8 | 0,6 | 0,4 | 0,1 | 7,3  |
| 2016/17 | L.A. Lakers   | 60  | 60  | 25,9 | 43,0% | 40,4% | 85,6% | 2,3 | 1,0 | 0,6 | 0,2 | 13,2 |
| 2017/18 | Golden State  | 80  | 8   | 17,4 | 41,2% | 37,7% | 86,2% | 1,6 | 0,5 | 0,5 | 0,1 | 7,3  |
| 2018/19 | Denver        | 4   | 0   | 9,3  | 33,3% | 37,5% | –     | 0,3 | 0,5 | 0,0 | 0,3 | 2,3  |
| Razem   |               | 720 | 201 | 22,8 | 41,8% | 37,6% | 83,6% | 2,0 | 1,0 | 0,5 | 0,2 | 11,4 |

### Play-offy
| Sezon | Drużyna       | M  | S5 | MPG  | FG%   | 3P%   | FT%   | RPG | APG | SPG | BPG | PPG |
| ----- | ------------- | -- | -- | ---- | ----- | ----- | ----- | --- | --- | --- | --- | --- |
| 2008  | Washington    | 4  | 0  | 4,3  | 11,1% | 0,0%  | 75,0% | 0,5 | 0,3 | 0,5 | 0,0 | 1,3 |
| 2012  | L.A. Clippers | 11 | 0  | 18,2 | 43,3% | 51,5% | 88,9% | 1,1 | 0,3 | 0,3 | 0,4 | 8,3 |
| 2018  | Golden State  | 20 | 2  | 10,3 | 30,2% | 29,8% | 75,0% | 0,6 | 0,2 | 0,1 | 0,0 | 2,6 |
| Razem |               | 35 | 2  | 12,1 | 35,7% | 37,8% | 83,3% | 0,7 | 0,2 | 0,2 | 0,1 | 4,2 |